# Elizabeth Warren
Elizabeth Ann Warren (geboren Herring) (Oklahoma City, Oklahoma, 22 juni 1949) is een Amerikaans hoogleraar en politica van de Democratische Partij. Ze is senator voor Massachusetts sinds 2013.

## Biografie

### Jeugd en opleiding
Elizabeth Herring werd in 1949 geboren in een gezin uit de arbeidersklasse in Oklahoma City. Op school bleek ze uit te blinken in debatteren. Door haar debatkunsten won ze op zestienjarige leeftijd een beurs van de George Washington-universiteit. Na twee jaar stopte ze met haar studie aan deze universiteit om met haar vriend, Jim Warren, te trouwen. Ze verhuisden naar Houston, waar ze zich inschreef aan de Universiteit van Houston. Warren studeerde in 1970 af met een bachelordiploma logopedie en audiologie. Later verhuisde het koppel naar New Jersey en kregen ze een dochter. In New Jersey keerde Warren terug naar de universiteit, ditmaal om rechten te studeren aan de Rutgers School of Law - Newark. In 1976 behaalde ze haar diploma, waarna ze aan de slag ging als advocaat. Ondertussen had het koppel een tweede kind gekregen. In 1978 scheidden Elizabeth en Jim Warren. Twee jaar later huwde ze Bruce Mann, een hoogleraar, al behield Elizabeth de achternaam van haar eerste echtgenoot.

### Academische loopbaan
In 1977-1978 doceerde Warren aan haar alma mater, de Rutgers School of Law. Van 1978 tot 1983 gaf ze les aan de faculteit voor rechtsgeleerdheid van de Universiteit van Houston, waar ze in 1980 onderdecaan werd en waar ze in 1981 tenure (vaste aanstelling) kreeg. Van 1983 tot 1987 was Warren hoogleraar aan de Universiteit van Texas. In diezelfde periode was ze gastprofessor aan de Universiteit van Michigan en onderzoeker aan het Population Research Center van de Universiteit van Texas in Austin. Haar onderzoek draaide rond faillissement en de financiën van middenklassehuishoudens. Warren bleek voorstander van onderzoek waarbij gepeild wordt naar de reactie van mensen op wetgeving in het dagelijks leven. Door haar analyses van rechtbankverslagen en interviews met betrokken partijen werd ze een toonaangevende onderzoeker in het Amerikaanse insolventierecht.
In 1987 vervolgde Warren haar studie aan de rechtenfaculteit van de Universiteit van Pennsylvania. In 1992 doceerde ze als gastprofessor in het handelsrecht aan de Harvard Law School. Uiteindelijk kreeg ze in 1995 een permanente positie aan Harvard, als Leo Gottlieb Professor of Law. Warren is, als enige professor in de rechtsgeleerdheid aan Harvard die haar diploma aan een openbare universiteit behaalde, een van de meest geciteerde autoriteiten in de Verenigde Staten.

### Consumentenbescherming
Warren werd in 1995 gevraagd om de National Bankruptcy Review Commission te adviseren. Ze hielp bij de opstelling van het rapport en streed gedurende meerdere jaren tegen wetgeving die bedoeld was om het recht van consumenten om faillissement aan te vragen te beknotten. Met de Bankruptcy Abuse Prevention and Consumer Protection Act kwam die wetgeving uiteindelijk in 2005. Van november 2006 tot november 2010 zat Warren in het 'adviescomité voor economische inclusie' van de Federal Deposit Insurance Corporation. Daarnaast is ze lid van de National Bankruptcy Conference, lid van de American Academy of Arts and Sciences en  voormalig vicevoorzitter van het American Law Institute.
Ze kreeg nationale bekendheid door te ijveren voor de oprichting van het Consumer Financial Protection Bureau, wat lukte toen president Barack Obama de Dodd-Frank Wall Street Reform and Consumer Protection Act in juli 2010 ondertekende.

## Politieke loopbaan
Op 6 november 2012 versloeg Warren de zittende senator van Massachusetts Scott Brown in een van de belangrijkste races van de verkiezingen. Op 3 januari 2013 werd ze de eerste vrouwelijke senator van Massachusetts.
Warren is sindsdien een richtinggevende figuur geworden in haar partij waar ze de progressief-liberale flank vertegenwoordigt. Lange tijd werd gespeculeerd dat ze zich kandidaat ging stellen voor de presidentsverkiezingen van 2016. Uiteindelijk gebeurde dat niet. Tot ze haar steun uitsprak aan Clinton, mengde zij zich tot 9 juni 2016 niet in de strijd tussen Hillary Clinton en Bernie Sanders. Warren werd beschouwd als een mogelijke running mate voor Clinton.

### Verkiezingen Congres in 2018
Op 6 januari 2017 kondigde Warren in een e-mail aan supporters aan dat zij zich voor een tweede keer zou kandideren als senator voor Massachusetts. Ze schreef in de e-mail: "De bevolking van Massachusetts stuurde mij niet naar Washington om me over te geven en machteloos te tonen, terwijl Donald Trump en zijn team van miljardairs, rechtse dwepers en Wall Street-bankiers de werkende mensen in onze gemeenschap en dit land onderdrukken" en "Dit is niet het tijdstip om te vertrekken!".
De verkiezing voor de Senaat vond plaats op 6 november 2018 in Massachusetts. Warren versloeg haar Republikeinse tegenstander, Geoff Diehl, met een 60% tegen 36% marge.

### Speculaties president en vicepresident in 2016

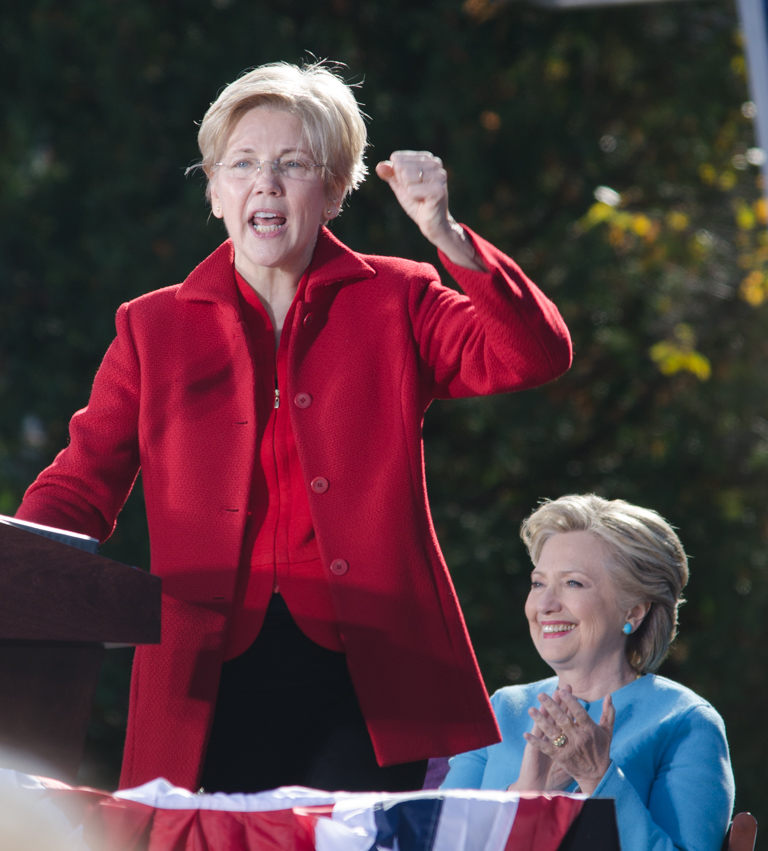
Warren voert campagne voor Hillary Clinton in Manchester (New Hampshire), oktober 2016

Tijdens de aanloop naar de presidentsverkiezing van 2016, werd Warren door supporters naar voren geschoven als een potentiële presidentskandidaat. Warren verklaarde echter bij herhaling dat ze zich niet voor het presidentschap kandideerde in 2016. In oktober 2013 sloot ze zich aan bij vijftien andere vrouwelijke senatoren door het tekenen van een brief, waarin Hillary Clinton werd aangemoedigd zich kandidaat te stellen. Er werd druk gespeculeerd dat Warren als kandidaat voor het vicepresidentschap aan het Democratische ticket zou worden toegevoegd. 
Op 9 juni 2016, na de Democratische voorverkiezing verleende Warren formele steun aan de kandidatuur van Hillary Clinton voor het presidentschap. Desgevraagd zei Warren toen dat ze zich gereed voelde om vicepresident te zijn.
Ze werd echter niet doorgelicht. Op 7 juli meldde CNN dat Warren een van de vijf personen was, die op de shortlist stond om Clintons running mate en kandidaat voor het vicepresidentschap te worden. Clinton koos uiteindelijk Tim Kaine.
Warren voerde gedreven campagne voor Hillary Clinton en vervulde ook een actieve rol in de presidentsverkiezing van 2016. Ze laakte Donald Trump, de vermoedelijke Republikeinse kandidaat, als “oneerlijk” en “onverschillig tegenover mensen”. Kort samengevat “een loser”.

### Presidentsverkiezing 2020
Tijdens een politieke bijeenkomst in Holyoke (Massachusetts) op 29 september 2018, zei Warren "zich ernstig te zullen beraden om zich te kandideren voor het presidentschap in 2020", na de tussentijdse Congresverkiezingen op 6 november 2018.
Op 31 december 2018 maakte Elizabeth Warren bekend dat zij een verkennende werkgroep voor haar kandidaatstelling voor het presidentschap aan het formeren was.
Op 9 februari 2019 bevestigde Warren haar kandidatuur voor de presidentsverkiezingen van 2020 in Lawrence (Massachusetts).Omdat Warren zich al sinds 1984 zowel professioneel als politiek herhaaldelijk maar onterecht profileerde als lid van een etnische minderheidsgroep, met name als Native American of Cherokee, noemde de republikeinse presidentskandidaat Donald Trump haar sinds 2016 denigrerend Pocahontas, een verwijzing naar de legendarische dochter van een Indiaans stamhoofd in de zestiende eeuw. Nadat ze in oktober 2018 door de 'Cherokee Nation' werd bekritiseerd omwille van haar 'ongepaste' identificatie als Amerikaanse met inheemse DNA-roots, verontschuldigde ze zich in augustus 2019 opnieuw en publiekelijk tijdens het presidentieel forum voor American Natives in Sioux City.
De eerste resultaten bij de voorverkiezingen voor het kandidaatschap voor de Democratische Partij waren teleurstellend voor Warren. Ze wist tot en met Super Tuesday, 3 maart 2020, nog in geen staat de meeste stemmen binnen te halen. Die gingen naar rivalen Joe Biden en Bernie Sanders. Op 5 maart 2020 beëindigde zij haar presidentiële campagne.